# 関市立津保川中学校
関市立津保川中学校（せきしりつ つぼがわちゅうがっこう）は、岐阜県関市の公立中学校。

## 概要
- 校区は武儀地区（旧・武儀郡武儀町）、上之保地区（旧・武儀郡上之保村）であり、武儀小学校、上之保小学校の児童が進学する。
- 校地、校舎は、旧・武儀中学校のものを使用している。

## 沿革
津保川中学校は、2016年（平成28年）4月に武儀中学校と上之保中学校を統合し、新設した中学校である。
- 2014年（平成26年）11月 - 名称が関市立津保川中学校に決定する。校名は公募で選ばれ、上之保地域から武儀地域を流れる津保川に因む[1]。
- 2016年（平成28年）
  - 4月1日 - 関市立津保川中学校として開校。
  - 4月7日 - 開校式。

## 交通アクセス
- 関市内巡回バス

02関上之保線「武儀事務所」バス停より徒歩約5分。

## 義務教育学校の計画
- 児童数及び生徒数の減少、小規模校の適正化のため、津保川中学校、武儀小学校、上之保小学校を統合し、2026年度以降に義務教育学校にする計画である。